# 입자 크기
입자 크기는 고체 입자(얼룩), 액체 입자(액적) 또는 기체 입자(기포)의 크기를 비교하기 위해 도입된 개념이다. 입자 크기의 개념은 교질, 생태학, 과립 물질(공기 중이든 아니든)의 입자 및 과립 물질을 형성하는 입자(낟알 크기 문서 참고)에 적용된다.

## 측정
입자 크기와 입도분포를 측정하는 방법에는 여러 가지가 있다. 그 중 일부는 빛을 기반으로 하고 다른 일부는 초음파, 전기장, 중력 또는 원심분리에 기반을 둔다. 체를 사용하는 것은 일반적인 측정 기술이지만 이 프로세스는 사람의 실수에 더 취약하고 시간이 많이 걸린다. 동적 이미지 분석(DIA)과 같은 기술을 사용하면 입도분포 분석을 훨씬 쉽게 만들 수 있다. 이러한 접근 방식은 레치 테크놀로지(Retsch Technology)의 CAMSIZER 또는 Sympatec QICPIC 장비 시리즈와 같은 장비에서 볼 수 있다. 생산 환경에서 실시간 모니터링을 위한 인라인 측정 기능이 여전히 부족하다. 따라서 SOPAT 시스템과 같은 인라인 이미징 장치가 가장 효율적이다.
입자 크기 측정 성능을 높이기 위해 기계 학습 알고리즘이 사용된다. 이러한 연구 계열은 저렴한 비용으로 실시간 입자 크기 분석을 제공할 수 있다.
모든 방법에서 크기는 추상적인 방식으로 실제 입자 모양을 구(가장 일반적인) 또는 직육면체(최소 경계 상자가 사용되는 경우)와 같은 단순하고 표준화된 모양으로 변환하는 모델에서 얻은 간접적인 측정값이다. 여기서 크기 매개변수(예: 구의 직경)가 의미가 있다. 형태 가설이 필요하지 않은 수학적 형태학 접근법은 예외이다.
입자의 앙상블(집합)에 대한 입자 크기 정의는 또 다른 문제를 나타낸다. 실제 시스템은 거의 항상 다분산이다. 이는 앙상블의 입자 크기가 서로 다르다는 것을 의미한다. 입도분포의 개념은 이러한 다분산성을 반영한다. 입자의 앙상블을 위해서는 특정 평균 입자 크기가 필요한 경우가 종종 있다.

## 같이 보기
- 낟알 크기